# Батенс, Роберт
Роберт «Боб» Фредерик Луи Батенс (нидерл. Robert "Bob" Frédérik Louis Baetens, 28 октября 1930, Антверпен — 19 октября 2016) — бельгийский гребец, серебряный призёр летних Олимпийских игр 1952 года в двойках распашных без рулевого, чемпион Европы 1951 года.

## Биография
Первую крупную международную победу Роберт Батенс одержал в 1951 году, став вместе с Михелом Кнёйсеном чемпионом Европы в двойках распашных без рулевого. На летних Олимпийских играх 1952 года в Хельсинки Батенс и Кнёйсен только через отборочные заезды смогли пробиться в финал соревнований в двойках. Тем не менее в финале бельгийцы считались одними из фаворитов. Со старта финального заезда лидерство захватила сборная Швейцарии, но вскоре бельгийские гребцы догнали их, а затем неожиданно вперёд вырвались гребцы из США Чарли Логг и Томас Прайс. Незадолго до финиша Батенс и Кнёйсен вновь вышли вперёд, но американцы на последних 100 метрах совершили мощный финишный рывок и завоевали золотую медаль, опередив бельгийцев почти на три секунды.
На чемпионатах Европы 1953 и 1955 годов Батенс и Кнёйсен выигрывали серебряные медали, уступив в обоих случаях представителям СССР Игорю Булдакову и Виктору Иванову. На чемпионате Европы 1956 года в Югославии бельгийцы стали бронзовыми призёрами. На летних Олимпийских играх 1956 года в Мельбурне Батенс и Кнёйсен в обеих гонках приходили к финишу последними, в результате чего не смогли пробиться в полуфинал соревнований двоек распашных без рулевого.